# Suillia mirabilis
Suillia mirabilis är en tvåvingeart som beskrevs av Woznica 2004. Suillia mirabilis ingår i släktet Suillia och familjen myllflugor. Inga underarter finns listade i Catalogue of Life.